# Хитицы
Хитицы — деревня в Селижаровском муниципальном округе Тверской области.

## География
Деревня расположена в 33 км на юг от посёлка Селижарово. 

## История
В 1808 году на погосте Хитицы была построена каменная Христорождественская церковь с 3 престолами, метрические книги с 1800 года. 
В конце XIX — начале XX века село являлось центром Самушкинской волости Осташковского уезда Тверской губернии. 
С 1929 года деревня являлась центром Хитицкого сельсовета Селижаровского района Ржевского округа Западной области, с 1935 года — в составе Калининской области, с 1994 года — в составе Оковецкого сельского округа, с 2005 года — в составе Оковецкого сельского поселения, с 2020 года — в составе Селижаровского муниципального округа.

## Население
| 1859 | 2002 | 2010 |
| ---- | ---- | ---- |
| 29   | ↘17  | ↘1   |

## Достопримечательности
В деревне расположена недействующая Церковь Рождества Христова (1808).